# Melvin Van Peebles
Pour les articles homonymes, voir Van Peebles.
Melvin Van Peebles (né le 21 août 1932 à Chicago (Illinois) et mort le 21 septembre 2021 à New York (État de New York)) est un acteur, scénariste, réalisateur, compositeur, producteur et monteur américain.

## Biographie
Melvin Van Peebles est né Melvin Peebles à Chicago dans l'Illinois (États-Unis).
Il rejoint l'Air Force treize jours après avoir terminé l'école secondaire, et y reste trois ans et demi.
Il vit à Mexico peu de temps, gagnant sa vie en peignant des portraits, avant de revenir aux États-Unis, où il commence à conduire des tramways à San Francisco. Ses premiers écrits parlent de cette expérience de conducteur de tramway. Ce qui au départ est un petit article et quelques photographies devient le premier livre de Van Peebles, The Big Heart.
Un jour, un passant suggère à Melvin Van Peebles de devenir réalisateur. Il tourne son premier court métrage, Pickup Men for Herrick en 1957. Il réalise deux autres films dans la même période.
Après avoir terminé ses premiers courts, il part à Hollywood pour chercher du travail, mais ne parvient pas à trouver quelqu'un désireux de l'engager comme réalisateur. À New York, il fait la rencontre d'Amos Vogel, qui apprécie grandement son travail. Vogel présente les films de Van Peebles en France, où ils sont projetés à la Cinémathèque Française devant Henri Langlois et Mary Meerson. Impressionnés par son talent, ces derniers invitent Van Peebles en France. C'est ainsi que le réalisateur américain décide de s'expatrier outre-atlantique.
En France, Melvin Van Peebles apprend la langue et est embauché pour traduire le magazine Mad en français. Il collabore également au magazine Hara-Kiri. Il commence à écrire des pièces de théâtre en français, utilisant le sprechgesang (parlé chanté) venant de l'écriture musicale, quand les mots sont parlés sur la musique. Cela l'amène à réaliser son premier disque, Brer Soul.
Avant d'entrer à Hollywood, Melvin Van Peebles réalise un film en France, La Permission, dont le synopsis est le suivant : la rencontre à Paris entre un Noir, militaire, et une jeune française (jouée par l'actrice française Nicole Berger, par ailleurs décédée accidentellement peu après le tournage), puis à son retour de permission, le GI est consigné, et sa promotion suspendue. Le film est primé à San Francisco en 1968.
Son premier film à Hollywood est Watermelon Man, une comédie écrite par Herman Raucher. Le film raconte l'histoire d'un raciste ordinaire, blanc, qui se réveille dans la peau d'un noir et se trouve rejeté par ses amis, ses collègues et sa famille. En 1970, Van Peebles tourne un documentaire sur le Festival de Powder Ridge, interdit par la justice.
Melvin Van Peebles écrit et dirige ensuite son film le plus connu, Sweet Sweetback's Baadasssss Song. En 2004, son fils Mario réalise un documentaire pour expliquer la genèse de ce film. Sweet Sweetback rencontre un succès énorme et marque le début de la Blaxploitation, l'émergence d'un mouvement cinématographique fait par et pour les Noirs.

### Famille
Melvin Van Peebles est le père de Mario Van Peebles, acteur-réalisateur de séries télévisées.

## Filmographie

### comme acteur

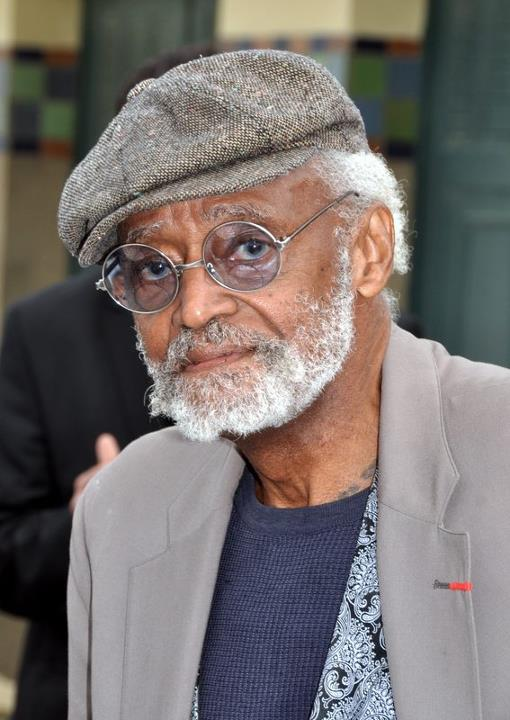
Melvin Van Peebles au festival du cinéma américain de Deauville en 2012.

- 1970 : Watermelon Man : Sign Painter
- 1971 : Sweet Sweetback's Baadasssss Song : Sweetback
- 1981 : The Sophisticated Gents (TV) : Walter 'Moon' Porter / Silky
- 1986 : America : Man Interviewed
- 1987 : Les Dents de la mer 4 : Jack
- 1987 : Taking Care of Terrific (TV) : Hawk
- 1987 : Vous avez dit dingues ? (O.C. and Stiggs) : Wino Bob
- 1988 : Sonny Spoon (série TV) : Mel Spoon
- 1989 : Identity Crisis : The Inspector
- 1991 : Double identité (True Identity) : Taxi Driver
- 1992 : Boomerang : Editor
- 1993 : La Revanche de Jesse Lee (Posse) : Papa Joe
- 1994 : Terminal Velocity : Noble
- 1995 : North Star : La Légende de Ken le Survivant (Fist of the North Star) : Asher
- 1995 : Panther de Mario Van Peebles : Old jailbird
- 1996 : Gang in Blue : Andre Speier
- 1996 : Calm at Sunset (TV) : M. Bucket
- 1997 : Émeutes à Los Angeles (Riot) (TV) : Vernon (segment "Homecoming Day")
- 1997 : Shining (The Shining) (feuilleton TV) : Richard "Dick" Hallorann
- 1998 : Love Kills : Abel
- 1999 : Smut : ?
- 1999 : Time of Her Time : Thompson
- 2000 : Antilles sur Seine : L'Américain à la soirée
- 2003 : Baltimore : ?
- 2003 : Baadasssss! de Mario Van Peebles : lui-même
- 2003 : The Hebrew Hammer de Jonathan Kesselman : Sweetback
- 2006 : Hard Luck (TV) : le prophète à l'hôpital
- 2010 : Redemption Road de Mario Van Peebles : Elmo
- 2018 : Armed de Mario Van Peebles : Grand-père

### comme scénariste
- 1957 : Three Pickup Men for Herrick
- 1957 : Sunlight
- 1963 : Cinq cents balles
- 1968 : La Permission (The Story of a Three-Day Pass)
- 1969 : Slogan
- 1971 : Sweet Sweetback's Baadasssss Song
- 1973 : Don't Play Us Cheap
- 1976 : Just an Old Sweet Song (TV)
- 1977 : Greased Lightning (en)
- 1981 : The Sophisticated Gents (TV)
- 1987 : The Day They Came to Arrest the Book (TV)
- 1995 : Vrooom Vroom Vrooom
- 1998 : Classified X (TV)
- 2000 : Le Conte du ventre plein

### comme réalisateur
- 1957 : Sunlight
- 1957 : Three Pickup Men for Herrick
- 1963 : Cinq cent balles
- 1968 : La Permission (The Story of a Three-Day Pass)
- 1970 : Watermelon Man
- 1971 : Sweet Sweetback's Baadasssss Song
- 1973 : Don't Play Us Cheap
- 1989 : Identity Crisis
- 1995 : Vrooom Vroom Vrooom
- 1996 : Gang in Blue
- 1996 : Tales of Erotica
- 2000 : Le Conte du ventre plein
- 2003 : The Real Deal (vidéo)

### comme compositeur
- 1957 : Three Pickup Men for Herrick
- 1957 : Sunlight
- 1963 : Cinq cent balles
- 1968 : La Permission (The Story of a Three-Day Pass)
- 1970 : Watermelon Man
- 1971 : Sweet Sweetback's Baadasssss Song
- 1973 : Don't Play Us Cheap
- 1995 : Vrooom Vroom Vrooom
- 1996 : Tales of Erotica
- 2000 : Le Conte du ventre plein
- 2005 : Unstoppable: Conversation with Melvin Van Pebbles, Gordon Parks, and Ossie Davis (TV)

### comme producteur
- 1957 : Sunlight
- 1971 : Sweet Sweetback's Baadasssss Song
- 1981 : The Sophisticated Gents (TV)
- 1989 : Identity Crisis
- 1995 : Vrooom Vroom Vrooom
- 1995 : Panther
- 1996 : Gang in Blue
- 1998 : Classified X (TV)
- 2000 : Le Conte du ventre plein

### comme monteur
- 1971 : Sweet Sweetback's Baadasssss Song
- 1973 : Don't Play Us Cheap
- 1989 : Identity Crisis
- 1995 : Vrooom Vroom Vrooom

## Récompenses et nominations

### Récompenses
- 2004 : Festival panafricain du film de Los Angeles, Lifetime Achievement Award
- 2000 : Acapulco Black Film Festival, Best International Film, Le Conte du ventre plein
- 1999 : Chicago Underground Film Festival, Jack Smith Lifetime Achievement Award
- 1998 : Urbanworld Film Festival, Best Documentary Mark Daniels Classified X
- 1987 : Humanitas Prize, (CBS Schoolbreak : The Day They Came to Arrest the Books)
- 1987 : Daytime Emmy, (CBS Schoolbreak : The Day They Came to Arrest the Books)